# Mistrzostwa Europy w Kajakarstwie 1936
3. Mistrzostwa Europy w kajakarstwie odbyły się w 1936 w Duisburgu.
Kajakarstwo znalazło się w programie letnich igrzysk olimpijskich w 1936 w Berlinie (był to olimpijski debiut tej dyscypliny sportu). Mistrzowie igrzysk olimpijskich zostali uznani za mistrzów Europy w tym roku, a odrębne zawody zostały rozegrane tylko w dwóch konkurencjach, które nie weszły do programu igrzysk: w kajakach czwórkach (K-4) mężczyzn na dystansie 1000 metrów i w kajakach jedynkach (K-1) kobiet na dystansie 600 metrów.
Poniżej przedstawieni są medaliści i medalistki tylko w tych dwóch konkurencjach.
W 1938 odbyły się 1. mistrzostwa świata w kajakarstwie, a kolejne mistrzostwa Europy zostały rozegrane dopiero w 1957.
Pierwsze miejsce w klasyfikacji medalowej wywalczyli reprezentanci Niemiec.

## Medaliści

### Mężczyźni

#### Kajaki
| Konkurencja: | Złoto:                                                                         | Rezultat | Srebro:                                                                              | Rezultat | Brąz:                                                                         | Rezultat |
| K-4 1000 m   | III Rzesza · Walter Burmester · Hans Modder · Friedel Gladbach · Ludwig Landen | 3:52,4   | III Rzesza · Heinrich Brüggemann · Heinrich Fritzmeier · Hannes Schartz · Ernst Kube | 3:55,2   | Austria · Anton Dorfner · Gregor Hradetzky · Viktor Kalisch · Karl Steinhuber | 3:58,6   |

### Kobiety

#### Kajaki
| Konkurencja: | Złoto:          | Rezultat | Srebro:       | Rezultat | Brąz:         | Rezultat |
| K-1 600 m    | Marta Pavlisová | 3:13,4   | Grete Erlwein | 3:16,5   | Anni Moskolev | 3:17,4   |

## Klasyfikacja medalowa
| Miejsce | Państwo        | Złoto | Srebro | Brąz | Razem |
| ------- | -------------- | ----- | ------ | ---- | ----- |
| 1       | III Rzesza     | 1     | 2      | 0    | 3     |
| 2       | Czechosłowacja | 2     | 0      | 0    | 1     |
| 3       | Austria        | 0     | 0      | 2    | 2     |
|         | Razem          | 2     | 2      | 2    | 6     |